# Cissus quarrei
Cissus quarrei är en vinväxtart som beskrevs av J. Dewit. Cissus quarrei ingår i släktet Cissus och familjen vinväxter. Inga underarter finns listade i Catalogue of Life.